# Duguetia riparia
Duguetia riparia este o specie de plante angiosperme din genul Duguetia, familia Annonaceae, descrisă de Huber. Conform Catalogue of Life specia Duguetia riparia nu are subspecii cunoscute.